# Benjamin Marere
Benjamin Marere (ur. 15 grudnia 1983 w Harare) – zimbabwejski piłkarz grający na pozycji ofensywnego pomocnika. W swojej karierze rozegrał 13 meczów w reprezentacji Zimbabwe.

## Kariera klubowa
Swoją karierę piłkarską Marere rozpoczął w klubie Mwana Africa FC. W sezonie 2006 zadebiutował w jego barwach w pierwszej lidze zimbabwejskiej. W debiutanckim sezonie zdobył z nim Puchar Zimbabwe. W latach 2008–2010 występował w Dynamos FC. W sezonach 2008, 2009 i 2010 wywalczył z nim trzy wicemistrzostwa Zimbabwe. W latach 2011–2012 był zawodnikiem FC Platinum. W 2011 roku został z nim wicemistrzem Zimbabwe. W sezonie 2013 został mistrzem kraju z Dynamos FC. W latach 2014–2015 był zawodnikiem How Mine FC, w latach 2016-2017 - Black Rhinos FC, a w latach 2018-2019 - Manica Diamonds FC, w którym zakończył karierę.

## Kariera reprezentacyjna
W reprezentacji Zimbabwe Marere zadebiutował 24 czerwca 2006 w zremisowanym 1:1 towarzyskim meczu z Malawi, rozegranym w Maputo. Od 2006 do 2011 wystąpił w kadrze narodowej 13 razy.